# El juicio del increíble Hulk
The Trial of the Incredible Hulk es una película de superhéroes de televisión estadounidense de 1989 basada en la serie de televisión de 1978-1982 The Incredible Hulk que presenta a Hulk y al personaje de Marvel Comics Daredevil, quienes se unen para derrotar a Wilson Fisk . Al igual que ocurrió con The Incredible Hulk Returns, esta película para televisión también actuó como piloto televisivo de puerta trasera para una serie, en este caso, de Daredevil ( que no se produjo ). Fue filmado en Vancouver, Columbia Británica, Canadá. El juicio del increíble Hulk fue dirigido y protagonizado por Bill Bixby . También protagonizan Lou Ferrigno, Rex Smith y John Rhys-Davies . A pesar del título de la película, el escritor y productor ejecutivo Gerald Di Pego ha declarado que la idea de llevar a Hulk a juicio nunca se discutió.

## Trama
Huyendo nuevamente después de los eventos de la película para televisión anterior, un desencantado y abrumado David Banner está trabajando en el norte bajo el nombre de David Belson. Un matón lo empuja y David tiene la tentación de pelear con él, pero, sabiendo que simplemente se convertirá en Hulk nuevamente, se aleja.
Más tarde, David se dirige a una gran ciudad con la esperanza de alquilar una habitación y permanecer de incógnito. Sin que él lo sepa, la ciudad a la que llega está bajo el control de un poderoso jefe criminal del inframundo llamado Wilson Fisk, pero también está protegida por un misterioso luchador contra el crimen vestido de negro conocido como Daredevil . Cuando dos de los hombres de Fisk suben al metro después de haber cometido un robo de joyas, uno de ellos se interesa por una mujer que también viaja en el tren, pero ella lo rechaza. David es testigo del asalto y se transforma en Hulk, lo que resulta en la interrupción y el caos habituales. Poco tiempo después, David es arrestado por la policía y acusado injustamente del crimen.
Mientras espera el juicio, el abogado defensor ciego Matt Murdock es asignado al caso de David. David no coopera, pero Murdock tiene fe en que es inocente y está decidido a demostrarlo. Mientras tanto, Fisk tiene a la víctima del metro, Ellie Méndez, secuestrada de la custodia protectora . Fisk planea una importante reunión de jefes del hampa para proponer la consolidación de sus operaciones en un sindicato, con él mismo como presidente. Una noche, mientras duerme en la cárcel, David tiene una pesadilla sobre su próximo juicio y sueña con transformarse en Hulk en el estrado de los testigos . El estrés de esto hace que se transforme en realidad y Hulk escapa de la prisión.
Los eventos posteriores ven a David Banner formar equipo con Daredevil, quien revela su identidad como Matt Murdock. Matt le cuenta a David sobre sus orígenes, lo que David inicialmente tiene problemas para aceptar. Daredevil también revela que tiene un aliado en la fuerza policial que le proporciona información relacionada con actividades delictivas. Daredevil va a investigar una pista proporcionada por su informante, pero la pista fue plantada por Wilson Fisk, usando a Ellie Méndez como cebo en una trampa. Daredevil está gravemente herido en una emboscada de los hombres de Fisk antes de que David se apresure a salvar a Matt y luego se transforme en Hulk, quien salva a Matt a tiempo de Fisk y sus hombres, que huyen de la escena. Matt, apenas consciente, traza el rostro de Hulk mientras se transforma de nuevo en David, aprendiendo así el secreto de David.
Utilizando su formación como médico, David trata las lesiones de Matt y difunde una historia de portada sobre las lesiones de Matt como resultado de una caída por las escaleras. Si bien la confianza en sí mismo de Matt se ve seriamente afectada, la confianza de David se ha restaurado al ver cómo Matt ha adoptado sus dones únicos, que también son causados por la exposición a la radiación. Después de un poco de persuasión de David, Matt comienza a recuperarse y volver a entrenar su cuerpo. Muy pronto, los dos regresan al trabajo y van a salvar a Ellie Méndez con la ayuda de Edgar, la simpática mano derecha de Fisk. Los dos se enfrentan a Wilson Fisk y sus hombres y finalmente logran vencerlo, sin que aparezca Hulk. Fisk y Edgar escapan y Ellie Méndez es liberada.
David y Matt se separan como amigos. David continúa su búsqueda de una cura para sí mismo y Matt permanece en la ciudad para protegerla.

## Elenco
- Bill Bixby como el Dr. David Banner
- Lou Ferrigno como Hulk
- Rex Smith como Matt Murdock / Daredevil
- John Rhys-Davies como Wilson Fisk
- Marta DuBois como Ellie Méndez
- Nancy Everhard como Christa Klein
- Richard Cummings Jr. como Al Pettiman
- Nicholas Hormann como Edgar
- Joseph Mascolo como Dep. Jefe Albert G. Tendelli
- Linda Darlow como enfermera falsa
- John Novak como Denny
- Dwight Koss como John
- Meredith Bain Woodward como supervisora de la granja
- Ian Holm como Edwin Jarvis
- Mark Acheson como Turk Barret

## Producción
El rodaje tuvo lugar en Vancouver, Canadá durante un mes a partir del 15 de febrero de 1989.

## El cameo debut de Stan Lee
The Trial of the Incredible Hulk comenzó la larga historia de discretos cameos de acción en vivo de Stan Lee, cocreador de Hulk. Es el presidente del jurado en la secuencia del sueño. No es, sin embargo, el primer cameo de un creador de Marvel. Jack Kirby ya había hecho un cameo sin acreditar en el episodio de 1979 de Incredible Hulk "No Escape".

## Recepción
Aunque no logró dar a luz a una serie de televisión de Daredevil, The Trial of the Incredible Hulk obtuvo índices de audiencia muy altos.
Los espectadores estaban menos entusiasmados con él que con The Incredible Hulk Returns . Las críticas más comunes fueron la ausencia del propio Hulk en el acto final y el título engañoso (el "juicio" solo tiene lugar en una secuencia de sueños).
En una reseña retrospectiva de Radio Times Guide to Films, el crítico de cine Narinder Flora otorgó a la película dos estrellas de cinco, calificándola de "acción mansa" con "todas las características de una idea que se ha quedado sin fuerza".

## Medios domésticos
Esta película para televisión fue lanzada en VHS por Starmaker Videos en diciembre de 1992. Fue relanzado por Image Entertainment el 11 de octubre de 2011.